# 상하이 남역

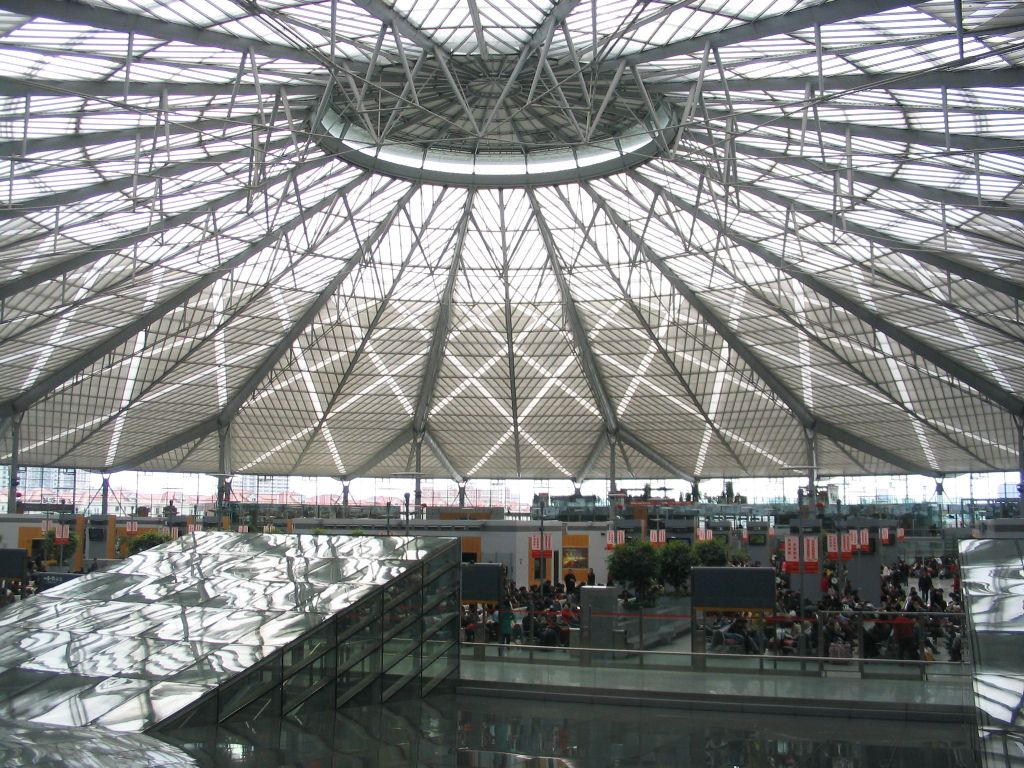
상하이 남역 원형 천정

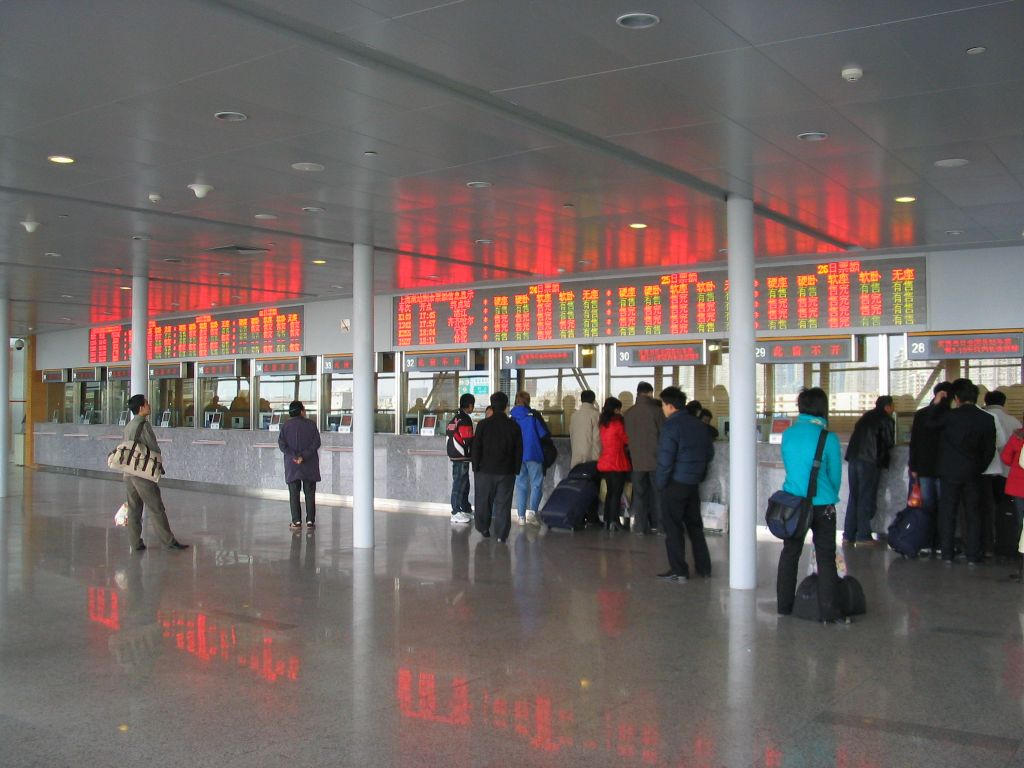
대당 매표소

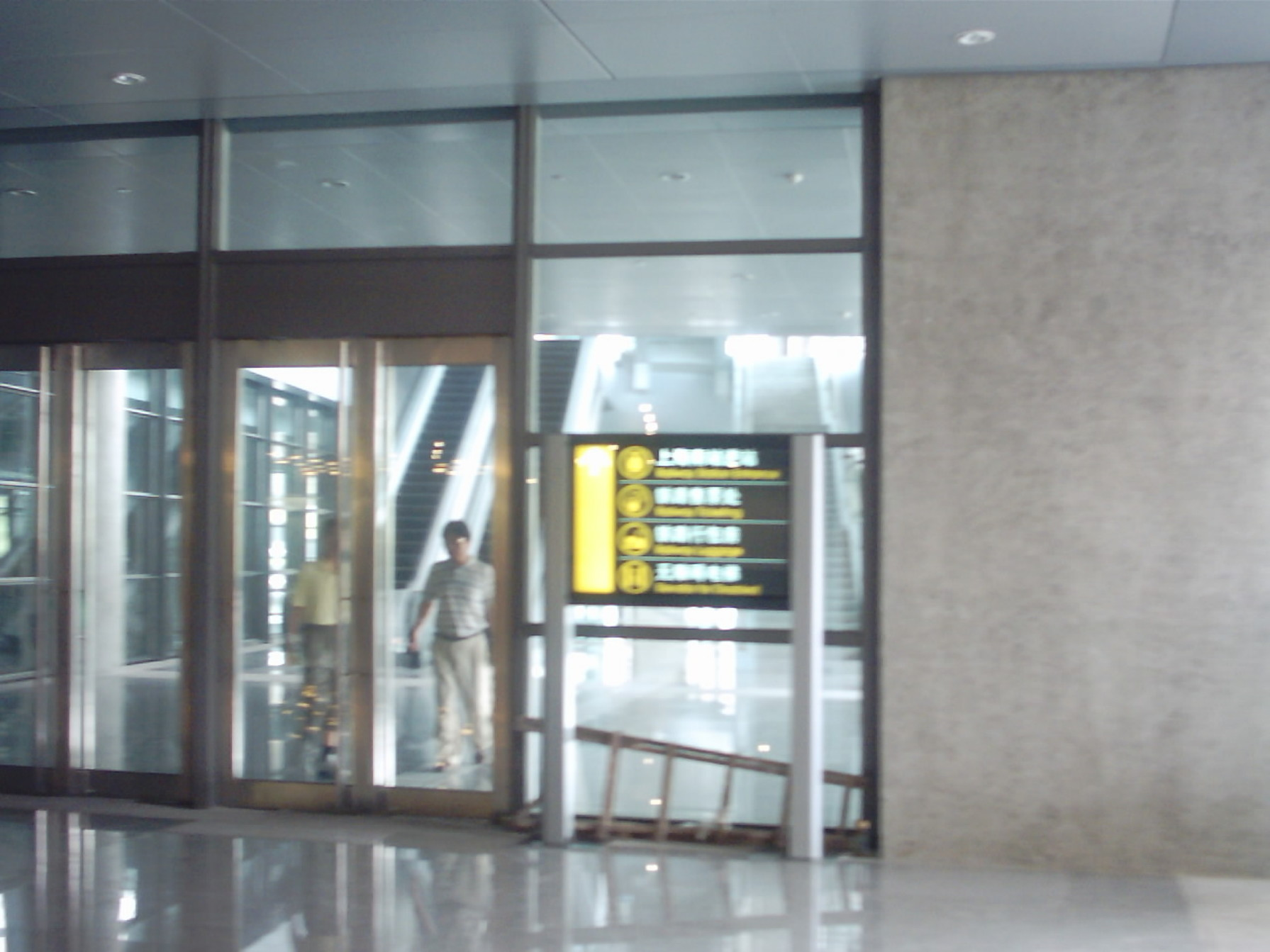
상하이 기차 남역 입구

상하이 남역(上海南站) 또는 상하이 기차 남역(上海火車站)은 상하이 서쪽 쉬후이구에 위치한 철도역이다. 상하이역에 비해서는 중요도가 떨어졌지만, 2006년 확장 후 주변을 잇는 핵심 교통 요지로의 역할을 담당하게 되었다. 상하이역이 북쪽에 위치하고 있는 반면, 상하이 남역은 홍차오 공항과 가까우며, 주변의 항저우나 쑤저우를 가기 위한 주요 포인트로서의 역할도 담당한다.

## 연결
상하이 남역은 양쯔장 델타 지역의 도시들을 연결한다. 항저우나 상하이 - 홍콩 구룡 직통이 이 역에서 출발한다. 상하이 서역을 문닫은 후에 서쪽과 북쪽 지역의 교통 역할까지 담당하게 되었다.

## 역사
- 2006년 6월 25일 - 상하이 남역을 개통하면서, 메이롱위(梅隴駅)를 폐쇄
- 2006년 6월 25일 - 상하이 남역을 정식운행하면서, 상하이 서역을 폐쇄

## 같이 보기
- 상하이 북역